# Tersztyánszky Károly
Nádasi Tersztyánszky Károly József (Szakolca, 1854. október 28. – Bécs, 1921. március 7.) magyar katonatiszt, császári és királyi vezérezredes, első világháborús hadvezér.

## Élete

### Származása, ifjúkora
Nádasi Tersztyánszky Károly (német nyelvű dokumentumokban Karl Tersztyánszky von Nádas) 1854. október 28-án született a Nyitra vármegyei Szakolca községben (ma: Skalica, Szlovákia). Születésének napját egyes dokumentumok eltérően adják meg: a bécsújhelyi katonai akadémia osztálykönyvében november 21-e szerepel, egyéb szolgálati anyagok október 23-át tüntetik fel és ez olvasható a sírkövén is, az eredeti egyházi anyakönyv szerint azonban születésének dátuma egyértelműen október 28-a.
Károly az egyik legősibb magyar nemesi család fiaként született, édesapja, Tersztyánszky István, földbirtokos és magánvállalkozó volt, birtokai Nyitra vármegyében feküdtek, édesanyja Linger Leonóra volt. A 14. században Károly Róbert a család egyik egyik ősének adományozta a Nádas nevű községet, a család ezt követően a Nádasi előnevet viselte. Tanulmányait apja birtokán, magánúton kezdte, majd 10 évesen az olmützi gimnáziumba, 1871-ben pedig a Sankt Pölten-i (Alsó-Ausztria) katonai kollégiumba került, ahol kiváló eredménnyel érettségizett.

### Katonai pályája a világháborúig
A bécsújhelyi Mária Terézia Katonai Akadémiát (Theresianische Militärakademie) évfolyamelsőként végezte el. 1877. szeptember 1-jén hadnagyi rendfokozattal, a przemyśl-i 8. dragonyos ezred kötelékében kezdte meg katonai szolgálatát. Kiváló eredménnyel elvégezte a bécsi Vezérkari Akadémiát (Kriegsschule), 1882. május 1-jén főhadnaggyá léptették elő, és a vezérkarhoz osztották be, ahol 1886. augusztus 1-jén első osztályú századossá léptették elő. Szolgálati lapja szerint németül tökéletesen, magyarul jól, franciául „meglehetősen” (ziemlich) jól írt és olvasott, cseh nyelven pedig a szolgálat ellátásához elégséges mértékben tudott beszélni.
1887-ben a II. hadtest parancsnoki törzsében végzett kiváló munkáját a hadtestparancsnok dicsérő oklevéllel ismerte el. Ugyanebben az évben megnősült (a 25 900 forintos kauciót felesége, született Popowicz Olga tette le). Házassága gyermektelen maradt.
1888-ban újabb szolgálati elismerést kapott a II. hadtest parancsnokától. 1888 és 1890 között a 15. huszárezredben (HR 15) szolgált. 1890–1896 között ismét a vezérkarhoz osztották be, 1891-ben a jaroslaui (ma Jarosław, Lengyelország) lovashadosztály törzskarához került. 1892-ben a VIII. hadtest törzsparancsnokságától kapott szolgálati elismerést. Ebben az évben megkapta a porosz Koronarend 3. fokozatát és 1892. november 1-jén őrnaggyá, 1895. május 1-jén alezredessé léptették elő. Gyors előrehaladása a ranglétrán és a szolgálati lapjára tett bejegyzések, jellemzések azt mutatják, hogy parancsnokai elégedettek voltak Tersztyánszky katonai szaktudásával, intelligenciájával és vállalkozókészségével, de aggódtak forrófejűsége és hirtelen természete miatt. Idősebb korában még nehezebben fékezte magát. E szerencsétlen jellemvonása később meg is törte ígéretes karrierjét.
1896 tavaszán Tersztyánszky alezredest megbízták a bukovinai Neu Zuczkában (Czernowitz, ma Csernyivci, Ukrajna) állomásozó dandár tiszti iskolájának vezetésével, és áthelyezték a nyíregyházi 14. huszárezredhez (HR 14). 1897. május 1-jén kinevezték a tarnopoli 1. dragonyos ezred (DR 1) parancsnokának. 1896 és 1897 folyamán parancsnoki működéséért elismeréseket kapott a Hadügyminisztériumtól. 1898. május 1-jén ezredessé léptették elő. Rangidős ezredessé lett ugyanezen év május 19-én. A szokásoknak megfelelően 1901. október 13-án megkapta a 3. osztályú Vaskeresztet. Figyelemreméltó, hogy Tersztyánszky ezredes több kitüntetést kapott, mint a hasonló korú rangidős tisztek, de sem a Signum Laudist, sem a Katonai Mária Terézia-rendet nem kapta meg soha, talán forrófejűsége miatt, amelynek következtében állandó nézeteltérései voltak a katonai igazgatási szervekkel, akik megakadályozták, hogy magasabb kitüntetéseket kapjon.
1903. szeptember 1-jén kinevezték a 8. lovasdandár (KBrig 8) parancsnokának. 1904. november 1-jén vezérőrnaggyá léptették elő. (Feltűnő, hogy egy olyan főtiszt, aki évről évre kiváló minősítéseket kap parancsnokaitól, de csak 30 évnyi szolgálat után jut el a tábornoki kinevezésig). Dandárparancsnoki működését 1907-ben a XIII. hadtest parancsnoka kimagaslónak minősítette, 1907 júliusában kinevezték a pozsonyi 2. lovashadosztály parancsnokának, 1908. november 1-jén altábornaggyá nevezték ki. 1910. február 25-én kitüntették a Lipót-rend lovagkeresztjével. 1910. április 10-én Tersztyánszkyt kinevezték a szintén Pozsonyban állomásozó 14. gyaloghadosztály parancsnokának. 1912 szeptemberében kinevezték a budapesti IV. hadtest parancsnokának, egyben Budapest vezénylő tábornokának, Viktor Schreiber táborszernagy helyére.
Az 1911-es hadgyakorlatokon Frigyes főherceg, a haderő későbbi főparancsnoka, így értékelte Tersztyánszky parancsnoki ténykedését: Hadműveleti tervei nagyon jól sikerültek. „A gyakorlat során nagy határozottságot mutat, a végrehajtásnál teljes áttekintéssel, a csapatok alkalmazásának mély ismeretével jár el. Az általános benyomások és a végzett munka alapján hadtestparancsnoknak alkalmas. Frigyes főherceg gyalogsági tábornok, s.k.”
1913. április 2-án titkos tanácsosi (Geheimer Rat) rangra emelkedett. December 21-én megkapta a 8. huszárezred tulajdonosának (tiszteletbeli parancsnokának) címét. 1913. május 1-jén lovassági tábornokká léptették elő. 1914 elején megkapta a „Pro ecclesia et pontifice” elnevezésű pápai kitüntetést.

### Az első világháborúban

#### A keleti fronton
1914-ben, a világháború kitörésekor Tersztyánszky IV. hadteste az Eduard von Böhm-Ermolli gyalogsági tábornok (1856–1941) parancsnoksága alatt álló 2. hadsereg kötelékében a Monarchia déli határán, a Száva folyó mentén vonult fel. A Szerbia elleni első, 1914-es hadjárat egészében kudarcot vallott, de a IV. hadtest sikeres felmentő támadást hajtott végre az 5. hadsereg támogatására.
1914 szeptemberében Tersztyánszky tábornokot hadtestével együtt Galíciába vezényelték az oroszok ellen. Szeptember 8–9-én részt vettek a Wereszyca folyó menti támadásban. Szeptember 9-én Tersztyánszky átvette a VII. hadtest parancsnokságát is, és Lembergnél mindkét hadtestével csatába bocsátkozott a számbeli fölényben lévő orosz erők ellen. Október elején sikerült elfoglalnia a stratégiai fontosságú Uzsoki-hágót és október 10-én bevette a Lemberg melletti Turkát (ma: Ukrajna). További előrenyomulását végül az erősítésekkel túlerőbe került orosz erők megállították. Sikeres parancsnoki ténykedéséért Tersztyánszky tábornokot még októberben kitüntették a Vaskorona-rend nagykeresztjével, a hadi kiegészítéssel.
1914. október 28-án a 2. hadsereget, Tersztyánszky IV. hadtestével együtt átvezényelték a sziléziai frontszakaszra. Az itteni harcokban, különösen a Szczecow (ma: Lengyelország) melletti csatákban Tersztyánszky sikeresen irányította csapatait, de az orosz túlerő miatt nem tudott sikeres támadó hadműveletet indítani. 1915 februárjától a Kárpátokban szolgált. Egy hadseregcsoportot vezetett a Przemyśl erődrendszer felmentésére, de a hadművelet kudarccal zárult. A sziléziai harcokban szerzett érdemeiért 1915. május 31-én kitüntették a porosz első- és másodosztályú Vaskereszttel, és a Vörös Kereszt Társaság első osztályú Érdemrendjével.

#### Hadseregszervezés a Balkánon
1915. május 25-én Tersztyánszkyt kinevezték a balkáni osztrák–magyar erők parancsnokának. A közvetlen alárendeltségébe tartozó szerémségi csapatok hamarosan a Tersztyánszky-seregcsoport (Armeegruppe Tersztyánszky) nevet kapták. A csoportosítás feladata a Monarchia balkáni határainak védelme volt egy esetleges szerb támadással szemben. A rendkívül agilis parancsnokot azonban ez a passzív szerep nem elégítette ki. Ezért a következő hónapokban – vezérkari főnökével, Dáni Bélával közösen – kidolgozta egy Szerbia elleni támadás átfogó hadműveleti tervét, és megkezdte csapatainak hatékony felkészítését a tervezett hadjáratra. A parancsnoksága alatt álló erőkből nyár végére létrehozta az új 3. hadsereget. Ennek első parancsnoka szeptember 8-án értelemszerűen Tersztyánszky lett. Heves vérmérséklete miatt azonban ezúttal a magyar polgári közigazgatással került összetűzésbe. A Fruska Gora-i erődítési munkákhoz igényelt polgári munkások igénylése kapcsán komoly ellentétbe keveredett a terület magyar kormánybiztosával, Tallián Béla báróval (1851–1921), aki gróf Tisza István miniszterelnök jó barátja volt.

#### A belpolitika vezéráldozata
Tersztyánszky magyar származása ellenére Tisza úgy értékelte a tábornok intézkedéseit, mint a közös főparancsnokság (AOK) illetéktelen beavatkozását a magyar polgári kormányzat belügyeibe. Személyes presztízskérdést csinált az ügyből. Ez már nem csupán egy kormánybiztos és egy tábornok konfliktusa volt, hanem a magyar miniszterelnök és a közös főparancsnokság ütközése. A közös minisztertanácsban Tisza követelte Tersztyánszky leváltását, és „felvetette a kabinetkérdést”. A nagy hatalmú Tisza ellenében Conrad vezérkari főnök sem tudta megmenteni a tábornokot. A császár, aki maga sem kedvelte Tersztyánszkyt, végül eleget tett a magyar miniszterelnök kérésének. 1915. szeptember 25-én, amikor a 3. hadsereg felkészítése a Szerbia elleni támadásra sikeresen befejeződött, a császár utasítására Tersztyánszkyt leváltották hadseregparancsnoki beosztásából. Nyugdíjba vonulási kérelmét azonban nem teljesítették, ami azt jelentette, hogy az uralkodó nem szándékozik véglegesen ejteni a tábornokot. Tipikus dualista belpolitikai viszálynak esett áldozatul
Tersztyánszky tábornok erőfeszítéseinek gyümölcseit utódja, Kövess Hermann gyalogsági tábornok arathatta le, Belgrád és egész Szerbia elfoglalásával. A sikeres hadművelet megtervezéséért, a támadásra készülő hadsereg hatékony megszervezéséért és kiképzéséért azonban 1915. november 4-én Tersztyánszkyt tüntették ki a Lipót-rend nagykeresztjével, és annak hadi ékítményével.
Tersztyánszky leváltásának kikényszerítésével Tisza demonstrálhatta saját fontosságát a tescheni haderő-főparancsnoksággal szemben. Az AOK azonban nem hagyhatta, hogy egy magyar polgári hivatalnok megrendszabályozhassa. 1916. május 1-jén Tersztyánszkyt vezérezredessé léptették elő, május 11-étől rangidőssé vált. Heves temperamentuma és érdes modora miatti rossz híre rontotta kinevezési esélyeit, mégsem kellett sokáig várnia a következő harctéri parancsnoki beosztásra. 1916 tavaszán Conrad von Hötzendorf vezérkari főnök olyan hadseregparancsnokot keresett, „akit a német katonai vezetők nem tudnak megfélemlíteni, és aki elég nyers ahhoz, hogy saját érdekeinket keresztülvigye”. Tersztyánszkyban találta meg emberét.

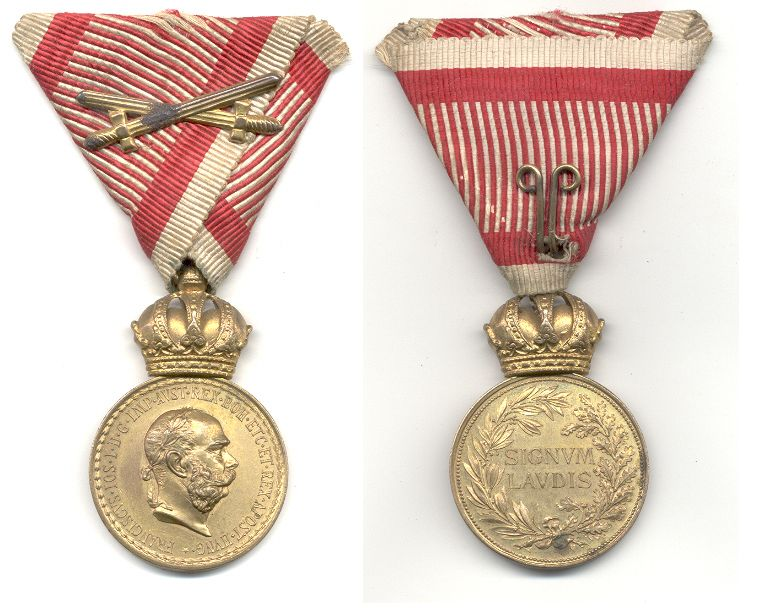
A Signum Laudis érdemrend

#### Ismét a keleti fronton
1916. június 7-én Tersztyánszky vezérezredes átvette a Bruszilov-offenzíva harcaiban igen súlyos veszteségeket szenvedett 4. hadsereg parancsnokságát. Elődjének, József Ferdinánd főherceg vezérezredesnek (1872–1942) elmozdítását a németek is követelték. Tersztyánszky első megbízatása Georg von der Marwitz (1856–1929) porosz lovassági tábornok hadcsoportjának támogatása volt a június végi új támadó hadművelet folyamán. Az offenzíva során a 4. hadsereg nagyon súlyos veszteségeket szenvedett. Nem tudták elérni a kitűzött hadicélt, Luck elfoglalását. 1916 júliusában és augusztusában a Luck és Kowel térségében bekövetkezett orosz ellentámadások nyomán a 4. hadsereg igen kritikus helyzetbe került, és újabb, nagyon súlyos veszteségek érték. Miután új csapaterősítésekkel töltötték fel, az őszi orosz offenzívával szemben a 4. hadsereg kitartóan helytállt, különösen Swincky, Kortytnia és Zaturcy térségében, amíg mindkét oldal leharcolt erőinek kimerülése miatt a harcok le nem álltak. 1916. október 17-én Tersztyánszky vezérezredest kitüntették az elsőosztályú Katonai Érdemkereszttel. 1917-ben, amikor bevezették a kardokat is, visszamenőleg minden korábbi kitüntetéséhez megkapta ezt a kiegészítést is, emellett 1917. március 17-én az uralkodó, Károly császár és király írásban legfelsőbb megelégedését fejezte ki Tersztyánszky kiemelkedő hadseregparancsnoki teljesítményéért. Ez feljogosította őt a bronz Katonai Érdemrend (Signum Laudis) viselésére, a háborús ékítménnyel és a kardokkal. Megkapta a porosz Vörös Sas-érdemrend nagykeresztjét is, a kardokkal.
Összeférhetetlen természete miatt csak parancsnoki teljesítményei óvták meg (egy ideig) a leváltástól. Sorozatos összetűzésekbe került azonban a német hadvezetéssel, és magával Alexander von Linsingen vezérezredessel (1850–1935), a német Déli Hadseregcsoport parancsnokával, aki – Tersztyánszkyhoz hasonlóan – szintén nem volt híres diplomáciai érzékéről. A német főparancsnokság követelésére Tersztyánszkyt leváltották, a 4. hadsereg parancsnokságát Karl von Kirchbach vezérezredesnek (1856–1939) kellett átadnia. Tersztyánszkyt 1917. március 19-én kinevezték a 3. hadsereg parancsnokának. Jó szerencséje azonban elhagyta.
A Kerenszkij-offenzíva keretében 1917. július 6-án Kornyilov orosz tábornok a Dnyeszter és a Prut folyók között, Stanislau (ma: Ivano-Frankivszk, Ukrajna) térségében aránylag kis erővel, öt hadosztállyal rohanta meg Tersztyánszky hadseregét. A miskolci hadosztály állásait az orosz tüzérség szétlőtte. A tartalék bevetése késett, a támadók áttörték a frontot és Kalusch (lengyelül: Kałusz) felé 20 kilométerrel vetették vissza a 3. hadsereget. A következő orosz támadásnál Tersztyánszky elsietett ellentámadást indított, de visszavetették, és Kaluscht is fel kellett adnia. A keletkezett rést csak a Tarnopol (ma: Ternopil, Ukrajna) felé indított német és osztrák–magyar tartalék ideirányításával lehetett betömni. Bár az elveszett területet később maradéktalanul visszafoglalták, de a kudarc nyomán Tersztyánszkyt, aki súlyos parancsnoki hibákat követett el, július 12-én leváltották a hadsereg éléről. Helyére Karl Křitek vezérezredest nevezték ki.

### Utolsó évei Bécsben
Károly király nem akarta öreg és tapasztalt parancsnokát nyugdíjba küldeni. Felajánlotta neki a magyar nemesi testőrség parancsnokságát, de Tersztyánszky visszautasította e nagy megtiszteltetést jelentő megbízatást. Az uralkodó katonai irodájának címzett levelében részletesen megindokolta e döntését. A magyar közigazgatással és személyesen Tisza István miniszterelnökkel szemben fennálló közismerten rossz viszonyának taglalásán túl felsorolt egy sor személyiséget, akik már akkor sem kedvelték őt, amikor budapesti hadtestparancsnok és a magyar főváros vezénylő tábornoka volt. Végezetül rossz magyar nyelvtudását (!) is megemlítette. A további súrlódások megelőzésére Tersztyánszky vezérezredest végül a bécsi lovastestőrség parancsnokává nevezték ki, 1917 szeptemberétől kezdve. Ezt megelőzően augusztus 11-én még megkapta a Vörös Kereszt Társaság Érdemcsillagát.
1918. december 1-jén végleg nyugállományba helyezték. A forradalmak alatt Bécsben maradt. 1919 nyarát követően néhány hónapot felesége rokonainak bukovinai birtokán töltött, ahonnan valamikor 1920 folyamán tért vissza az osztrák fővárosba. Itt élt 1921. március 7-én bekövetkezett haláláig.

## Külső hivatkozások
- Katonai pályafutása
- Szegedi Egyetemi Könyvtár, rövid életrajz
- Életrajz, háborús pályafutás Archiválva 2013. január 2-i dátummal a Wayback Machine-ben
- Karl Tersztyánszky von Nádás (angol nyelven). [2005. február 13-i dátummal az [ eredetiből] archiválva]. (Hozzáférés: 2009. augusztus 20.)
- HRONOSZ orosz nyelvű történelmi honlap
- A cs.és kir. hadtestparancsnokságok.